# Gare de Mennessis
Gare de Mennessis vasútállomás Franciaországban, Mennessis településen.

## Vasútvonalak
Az állomást az alábbi vasútvonalak érintik:
- Creil–Jeumont-vasútvonal
- Amiens-Laon-vasútvonal

## Kapcsolódó állomások
A vasútállomáshoz az alábbi állomások vannak a legközelebb:
- Gare de Flavy-le-Martel
- Gare de Montescourt
- Gare de Tergnier